# Duvanlii
Duvanlii (bulgariska: Дуванлии) är ett distrikt i Bulgarien.   Det ligger i kommunen Obsjtina Kalojanovo och regionen Plovdiv, i den centrala delen av landet, 120 km öster om huvudstaden Sofia.
Trakten runt Duvanlii består till största delen av jordbruksmark. Runt Duvanlii är det ganska glesbefolkat, med 39 invånare per kvadratkilometer.